# Glossaire de l'histoire de l'art chrétien
Glossaire de l'histoire de l'art religieux, catholicisme.
- Haut – A
- B
- C
- D
- E
- F
- G
- H
- I
- J
- K
- L
- M
- N
- O
- P
- Q
- R
- S
- T
- U
- V
- W
- X
- Y
- Z

## A
- Abat-voix (mobilier)
- Abbatiale (bâtiment religieux)
- Abbaye (bâtiment religieux)
- Abside
  - Absidiole
- Ambon
- Apôtre
  - Douze apôtres
- Arc
  - Arc en accolade
  - Arc aigu
  - Arc en anse-de-panier
  - Arc à archivolte polylobée
  - Arc bombé
  - Arc-boutant
  - Arc brisé syn. Tiers-point
  - Arc brisé aigu syn. Lancette
  - Arc à clef pendante
  - Arc-de-cloître
  - Arc composite
  - Arc de décharge syn. Plate-bande appareillée
  - Arc en demi-cintre, Plein-cintre
  - Arc ellipse en hauteur
  - Arc ellipse en largeur
  - Arc en encorbellement
  - Arc festonné
  - Arc festonné brisé
  - Arc en mitre
  - Arc monolithe
  - Arc ogif
  - Arc plein-cintre surhaussé
  - Arc polylobé (arc en fer-à-cheval)
  - Arc à quatre centres
  - Arc rampant
  - Arc simple
  - Arc sommier
  - Arc en talon
  - Arc en tas-de-charge
  - Arc tréflé
  - Arc trépassé
  - Arc trilobé
  - Arc triomphal syn. Poutre de gloire
  - Rouleau
  - Sommier
- Archivolte
- Arête
- Armoiries
- Arrière-voussure
- Art roman
- Attributs des saints
- Aube (vêtement)
- Auréole
- Autel
- Avant-nef, Galilé, Pronaos

## B
- Bannière
- Baptistère
- Bas-côté
- Base
  - Base romane
  - Base gothique
- Bénitier
- Blochet
- Bourdon

## C
- Calice, Ciboire
- Calvaire
- Campanile
- Candélabre, Chandelier
- Cathèdre
- Cathédrale
- Cella, Naos, Nef
- Cénotaphe
- Chaire
- Chancel
- Chape
- Chapelet
- Chapelle
- Chapiteau (colonne)
- Chapitre cathédral
- Châsse
- Chemin de croix
- Chérubin
- Chevet
- Chœur
- Chrisme
- Christ (ornement)
  - Christ en gloire
  - Christ Dieu de majesté
- Ciboire, Calice
- Ciborium
- Cimetière
- Cistercien
- Clef
  - Clef de voûte, Mensole
- Cloche
- Clocher
  - Clocher gothique
  - Clocher roman
- Clocheton
- Cloître
- Collatéral
- Collégiale
- Colonne (élément architectural)
  - Colonne adossée
  - Colonne engagée
  - Colonne torse
- Colonnette
- Console
- Contrefort (élément architectural), Console-contrefort ou Pilier butant
- Crédence
- Croisade
  - Croisée d'ogives
  - Croisée du transept
- Croisillon
- Croix
- Crosse (ornement),
- Crypte, Enfeu, Hypogée, Caveau
- Crucifix

## D
- Dais
- Dalle (pierre)
  - Dalle funéraire
- Dalmatique
- Déambulatoire, Carole, Pourtour
- Descente de Croix
- Dormition de la Vierge

## E
- Ecce homo
- Église
  - Église abbatiale voir Abbatiale
  - Église paroissiale
  - Église prieurale
  - Église cathédrale voir Cathédrale
- Engoulant
- Évangile
- Évangéliaire
- Évêque
- Ex-voto
- Enclos paroissial

## F
- Fanal de cimetière, Lanterne des morts, Tournielles
- Fenestrage
  - Fenêtre d'église du XIIIe siècle
  - Fenêtre d'église ogivale
  - Fenêtre d'église Renaissance
- Flagellation
- Flamboyant
- Fontaine
- Fonts baptismaux
- Fresque

## G
- Gable
- Galerie
- Gargouille
- Gisant
- Gloire (ornement)
- Godron (ornement)
- Gothique ou Ogival
  - Gothique à lancettes
  - Gothique flamboyant
  - Gothique primitif
  - Gothique rayonnant

## I
- Icône
- Iconoclaste, Iconoclasme
- Iconodule

## J
- Jésuite ou Style jésuite
- Jubé

## L
- Labyrinthe
- Lambris
- Lancette ou Arc brisé aigu
- Linteau, Plate-bande, Architrave
- Litre (ornement)
- Livre d'heures
- Lutrin

## M
- Martyrium
- Mausolée (structure funéraire)
- Médaillon (ornement)
- Mensole, Clef de voûte
- Miséricorde
- Missel
- Mitre
- Monastère, Moustier, Moutier
- Mosaïque (décoration)

## N
- Narthex, Parvis, Porche, Pronaos
  - Esonarthex
  - Exonarthex
- Nativité
- Nef, Cella, Naos
  - Grande nef
- Niche
- Nimbe, Amande, Auréole

## O
- Ogival voir Gothique
- Ogive, Nervure
  - Croisée d'ogives
  - Ogivette
- Orant (personnage)
- Orfèvrerie
- Orgue
- Ossuaire, Charnier
- Ostensoir (pièce d'orfèvrerie), Monstrance

## P
- Pallium
- Patenôtres (ornement)
- Phylactère (ornement)
- Pietà
- Pinacle
- Piscine (élément architectural)
- Poutre de gloire (élément architectural)
- Presbytère
- Putto

## Q
- Quadrilobe (ornement), Quatre-feuilles
- Les Quatre Vivants, Tétramorphe
- Quintefeuilles (rosace)

## R
- Reliquaire, Relique
- Résille
- Retable
- Rinceau (ornement), Guirlande
- Rosace voir Vitrail
- Rosaire

## S
- Sablière (charpente)
- Sacristie
- Sanctuaire
- Sarcophage
- Séraphin
- Stalles (meuble)
- Style anglo-normand

## T
- Tabernacle
- Table d'autel
- Tonsure
- Transept (nef)
- Travée
- Trésor (salle)
- Tribune (galerie)
- Triforium (galerie)
- Trinité
- Triptyque (tableau)
- Tympan

## V
- Vase acoustique
- Verrière syn. Vitrail
- Vertus
  - Vertus cardinales
  - Vertus théologales
- Vierge
  - Annonciation
  - Notre-Dame
  - Pietà
  - Vierge Marie
  - Vierge noire
- Vitrail
  - Résille
  - Rosace
  - Rose
- Volute (ornement)
- Voussoir (maçonnerie)
- Voussure (voûte)
- Voûte (élément architectural)
  - Voûte annulaire
  - Voûte d'arêtes
  - Voûte en berceau
  - Voûte en cul de four
  - Voûte d'ogive
  - Voûte piriforme
  - Voûte en plein cintre
  - Voûte rampante
  - Voûte en vis